# Rosenbergia lepesmei
Rosenbergia lepesmei är en skalbaggsart som beskrevs av Gilmour 1960. Rosenbergia lepesmei ingår i släktet Rosenbergia och familjen långhorningar. Inga underarter finns listade i Catalogue of Life.